# Озон (Ардеш)
Озо́н (фр. и окс. Ozon) — коммуна во Франции, находится в регионе Рона — Альпы. Департамент коммуны — Ардеш. Входит в состав кантона Турнон-сюр-Рон. Округ коммуны — Турнон-сюр-Рон.
Код INSEE коммуны — 07169.
Коммуна расположена приблизительно в 450 км к юго-востоку от Парижа, в 70 км южнее Лиона, в 55 км к северу от Прива.

## Население
Население коммуны на 2008 год составляло 348 человек.
| 1962 | 1968 | 1975 | 1982 | 1990 | 1999 | 2008 |
| ---- | ---- | ---- | ---- | ---- | ---- | ---- |
| 260  | 216  | 204  | 244  | 275  | 314  | 348  |

## Экономика

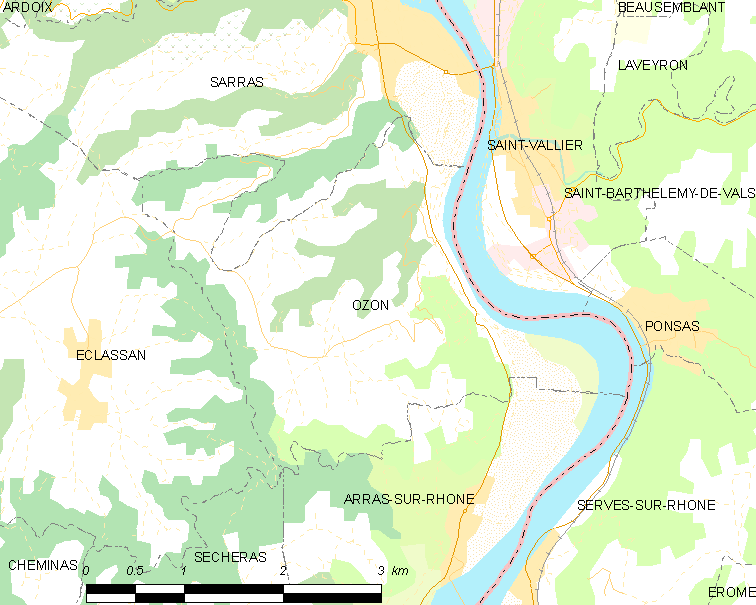
Карта коммуны

В 2007 году среди 221 человек в трудоспособном возрасте (15—64 лет) 162 были экономически активными, 59 — неактивными (показатель активности — 73,3 %, в 1999 году было 73,9 %). Из 162 активных работали 162 человека (87 мужчин и 75 женщин), безработных не было. Среди 59 неактивных 12 человек были учениками или студентами, 24 — пенсионерами, 23 были неактивными по другим причинам.

## Достопримечательности
- Часовня XI века в романском стиле